# Баиф, Жан Антуан де
Жан Антуа́н де Баи́ф (фр. Jean-Antoine de Baïf; в некоторых русскоязычных источниках — Байф; 19 февраля 1532, Венеция — 19 сентября 1589, Париж) — французский поэт, лютнист, композитор и переводчик XVI века. Входил в состав поэтического объединения «Плеяда».

## Биография
Жан Антуан де Баиф родился 19 февраля 1532 года в Венеции, где служил в ту пору французским посланником его отец, поэт и гуманист Лазар де Баиф. Юные годы поэта описаны им самим в послании к королю Карлу IX, помещённом в начале собрания его поэтических произведений, изданном в 1573 году.
По возвращении во Францию (1534) учился у известных гуманистов Шарля Этьена, Анжа Вержеса и Жака Туссена; в 1544 наставником Баифа стал Жан Дора. Здесь он подружился с другим воспитанником профессора, Пьером де Ронсаром, который был старше его и сумел разжечь в своем друге страсть к поэзии, познакомив его с особенностями французского стихосложения. В свою очередь Баиф помогал Ронсару в изучении греческого языка.
В 1547 году потерял отца и продолжил образование в парижском коллеже Кокре под руководством того же Дора. Баифу довелось немало скитаться по Франции и Италии (Пуатье, Тренто, Мариньяк…). В конце 1550-х Баиф завоёвывает монаршее расположение и становится одним из официальных поэтов Валуа. В период второй гражданской войны (1567—1568) владения Баифа были захвачены гугенотами.
В 1570 году Баиф совместно с лютнистом Тибо де Курвилем основал Академию поэзии и музыки (фр. Académie de poésie et de musique). Король лично одобрил её устав, несмотря на сильный протест со стороны Университета. Члены Академии собирались то в доме поэта на Сен-Марсельском предместье, то в королевском кабинете (согласно записям Агриппы д’Обинье; 1576 год). Однако, несмотря на постоянную поддержку как со стороны Карла IX, так и со стороны Генриха III, Академия прекратила своё существование в 1584 году.
Жан Антуан де Баиф умер 19 сентября 1589 года в Париже.

## Творчество
Баиф был наиболее плодовитым (после Ронсара) поэтом Плеяды. В 1551 году он опубликовал своё первое стихотворение «Гробница Маргариты Валуа». В 1552 году выпустил мифологическую поэму «Похищение Европы» (по мотивам произведения Мосха) и сборник стихов в духе петраркизма «Любовь к Мелине»; в 1555 году — сборник «Любовь к Франсине» («Amours de Francine»), где более отчётливо сказалась его поэтическая индивидуальность. Традиция Петрарки сочетается у Баифа с влиянием римской любовной лирики (Катулл, Проперций, Тибулл, Овидий) и позднегреческой анакреонтической поэзии.
В 1572—1573 годах Баиф выпустил собрание поэтических произведений в четырёх книгах. Три года спустя вышло в свет наиболее значительное сочинение Баифа — «Мимы, Назидания и Пословицы» (Mimes, Enseignements et Proverbes). Эта книга пользовалась громадным успехом у современников и выдержала с 1576 по 1619 год шесть изданий.

«Баиф был не только поэтом, но и реформатором французской поэзии: он старался заменить рифмованный стих стихом с размером, согласно правилам латинской и греческой просодии; в то же время он трудился также над упрощением орфографии».

Помимо поэтических сочинений его перу принадлежат переводы библейских псалмов, а также драматургия: комедии «Хвастливый воин» («Le Brave», по Плавту) и «Евнух» (по Теренцию); трагедия «Антигона» (по Софоклу). Баиф переводил также Гесиода и других античных поэтов. Музыкальные сочинения Баифа не сохранились; пастурелла, приписанная Баифу на диске «Лютневая музыка XVI—XVII веков» (1970), в действительности принадлежит современному композитору В. Ф. Вавилову.
В естественнонаучной поэме «Метеоры» (1576) Баиф следует за «Георгиками» Вергилия и книгой Джованни Понтано «О метеорах». Его трактовка движения небесных тел полностью соответствует учению Аристотеля.

## В культуре
В жизнерадостной поэме «Путешествие в Тур» («Voyage de Tours», 1560) Ронсар рассказал о предпринятом ранее им вместе с Баифом путешествии по Франции. Целью его была встреча с возлюбленными обоих поэтов — Франсиной и Марион.